# Burgos (pokrajina)
Burgos je provincija u sjevernoj Španjolskoj u sjeveroistočnom dijelu španjolske autonomne zajednice Kastilja i León. Sjedište provincije je grad Burgos. Službeni jezik je španjolski.
Provincija ima 366.900 stanovnika (1. siječnja 2014.) i pokriva područje od 14.022 km2. Veći gradovi u provinciji su Burgos, Miranda de Ebro i Aranda de Duero.

## Vanjske poveznice
- Službene stranice  Arhivirana inačica izvorne stranice od 6. siječnja 2015. (Wayback Machine)